# نهائيات دوري الأمم الأوروبية 2023
نهائيات دوري الأمم الأوروبية 2023 (بالإنجليزية: 2023 UEFA Nations League Finals) هو البطولة النهائية لنسخة 2022–23 من دوري الأمم الأوروبية، الموسم الثالث من مسابقة كرة القدم الدولية التي شاركت فيها المنتخبات الوطنية للرجال من 55 اتحادًا عضوًا في الاتحاد الأوروبي لكرة القدم. قيمت البطولة في الفترة ما بين 14 إلى 18 يونيو 2023، وتنافس عليها الفائزون الأربعة في دوري الأمم الأوروبية أ.

## الفرق المتأهلة
سيتأهل المتصدرون الأربعة في مجموعات مرحلة الدوري 2022–23 لنهائيات دوري الأمم.
| المجموعة | الفائزون          | تاريخ التأهل   | المشاركات السابقة في النهائيات | ترتيب دوري الأمم (سبتمبر 2022) | تصنيفات الفيفا (مارس 2023) |
| -------- | ----------------- | -------------- | ------------------------------ | ------------------------------ | -------------------------- |
| أ1       | كرواتيا           | 25 سبتمبر 2022 | 0 (أول مرة)                    | 2                              | 7                          |
| أ2       | إسبانيا           | 27 سبتمبر 2022 | 1 (2021)                       | 3                              | 10                         |
| أ3       | إيطاليا           | 26 سبتمبر 2022 | 1 (2021)                       | 4                              | 8                          |
| 41       | هولندا (المستضيف) | 25 سبتمبر 2022 | 1 (2019)                       | 1                              | 6                          |

## المواقع
تم إختيار ملعبي دي كويب في روتردام ودي غرولش فيسته في أنسخديه كموقعين للبطولة في 29 نوفمبر 2022.
| روتردام أنسخديهنهائيات دوري الأمم الأوروبية 2023 (هولندا) | روتردام       | أنسخديه        |
| --------------------------------------------------------- | ------------- | -------------- |
| روتردام أنسخديهنهائيات دوري الأمم الأوروبية 2023 (هولندا) | دي كويب       | دي غرولش فيسته |
| روتردام أنسخديهنهائيات دوري الأمم الأوروبية 2023 (هولندا) | السعة: 51,117 | السعة: 30,205  |
| روتردام أنسخديهنهائيات دوري الأمم الأوروبية 2023 (هولندا) |               |                |

## نصف النهائي

### هولندا ضد كرواتيا
| هولندا                   | 2–4 (ب.و.إ.) | كرواتيا                                                                     |
| ------------------------ | ------------ | --------------------------------------------------------------------------- |
| - مالين 34' - لانج 90+6' | تقرير        | - كراماريتش 55' (ض.ج.) - بازاليتش 72' - بيتكوفيتش 98' - مودريتش 116' (ض.ج.) |

| هولندا | كرواتيا |

### إيطاليا ضد إسبانيا
| إسبانيا                | 1-2   | إيطاليا               |
| ---------------------- | ----- | --------------------- |
| - بينو 3' - خوسيلو 88' | تقرير | - إيموبيلي 11' (ض.ج.) |

| إسبانيا | إيطاليا |

## مباراة تحديد المركز الثالث
| هولندا                       | 2–3   | إيطاليا                                |
| ---------------------------- | ----- | -------------------------------------- |
| - بيرجوين 68' - فينالدوم 89' | تقرير | - ديماركو 6' - فراتيسي 20' - كييزا 72' |

| هولندا | إيطاليا |

## النهائي
| كرواتيا                                                       | 0–0 (ب.و.إ.) | إسبانيا                                                  |
| ------------------------------------------------------------- | ------------ | -------------------------------------------------------- |
|                                                               | تقرير        |                                                          |
| ركلات الترجيح                                                 |              |                                                          |
| - فلاشيتش - بروزوفيتش - مودريتش - ماجر - بيريشيتش - بيتكوفيتش | 4–5          | - خوسيلو - رودري - ميرينو - أسينسيو - لابورتي - كارفاخال |

| كرواتيا | إسبانيا |